# Eotmethis rufitibialis
Eotmethis rufitibialis är en insektsart som beskrevs av Xi, G. och Z. Zheng 1984. Eotmethis rufitibialis ingår i släktet Eotmethis och familjen Pamphagidae. Inga underarter finns listade i Catalogue of Life.